# 賽門·鮑佛伊
賽門·鮑佛伊（英語：Simon Beaufoy，1966年12月26日—），是一名英國編劇。鮑佛伊出生於英國約克郡西瑞丁基斯利，在牛津大學聖彼得學院學習英語，並畢業於伯恩茅斯藝術大學。1997年，《一路到底：脫線舞男》被提名為奧斯卡最佳原創劇本獎。2009年，貧民百萬富翁獲得奧斯卡最佳改編劇本獎，也獲得金球獎和英國電影學院獎。

## 作品列表

### 電影
- 《一路到底：脫線舞男》（1997年）
- 《貧民百萬富翁》（2008年）
- 《127小時》（2010年）
- 《飄洋過海，愛上妳》（2011年）
- 《飢餓遊戲：星火燎原》（2013年）
- 《聖母峰》（2015年）
- 《勝負反手拍》（2017年）

## 外部連結
賽門·鮑佛伊在互联网电影资料库（IMDb）上的資料（英文）